# Pedro Carrizales
Pedro César Carrizales Becerra (San Luis Potosí, 14 de febrero de 1979- Tamaulipas, 3 de febrero de 2022) más conocido como «El Mijis», fue un político mexicano, diputado local en la LXII Legislatura del Congreso del estado de San Luis Potosí.

## Trayectoria
Hizo trabajo comunitario en municipios de San Luis Potosí desde 2011, vivió en una familia con violencia y desde joven buscó refugio en la calle y las pandillas: "En mi juventud tomé malas decisiones: peleas, pandillas, problemas con la ley", pero la muerte de su madre fue un parteaguas en su vida, y, después de una fuerte depresión empezó a trabajar por la pacificación de su comunidad.
El dato más controversial es que estuvo preso dos años, lo cual desató un debate en redes sociales.
Desde 2015 buscó apoyo con el gobierno del estado y partidos políticos, pero en  2018 fue candidato ganador para diputado local del distrito 8 por los partidos Morena y Partido del Trabajo, durante su campaña se enfrentó a estigmatización y conductas discriminatorias y clasistas, además sufrió un secuestro exprés para que declinara en su candidatura.
En su toma de protesta no asistió vestido con traje, para resolver  la controversia que se generó en redes sociales dijo:

Muchos se preguntan por qué tomé protesta como Diputado en playera y jeans . Es simple: fue un acto de solidaridad de este sector que históricamente han sido invisibilisados, excluidos y olvidados pero representare a toda la gente de mi distrito de mi estado y mi pais.

Posterior a eso se compartieron fotos de políticos con trajes que tienen investigaciones por corrupción o lavado de dinero.
El 26 de septiembre de 2018, al cumplirse cuatro años de la desaparición de los 43 normalistas de Ayotzinapa propuso una iniciativa sobre la desaparición forzada en México en el artículo 53 de la Ley General en Materia de Desaparición Forzada de Personas, Desaparición Cometida por Particulares y del Sistema Nacional de Búsqueda de Personas.

## Atentado
El 4 de febrero de 2019, Carrizales fue atacado en el vehículo en el que se trasladaba, recibiendo cinco impactos de bala realizados por dos personas que se trasladaban en una motocicleta; sin embargo, el diputado resultó ileso. El ataque ocurrió en el camino a Santa Rita en Pozos, en el estado de San Luis Potosí. Días más tarde, el 9 de febrero, publicó una fotografía en Twitter, en la que se le veía portando un chaleco antibalas, con el mensaje: “En mí existe el miedo, pero jamás la cobardía; nunca he dejado una lucha a medias. Seguiré firme con mis ideales y mi trabajo”.

## Desaparición y fallecimiento
El 8 de febrero de 2022, La Comisión Estatal de Búsqueda de Personas de San Luis Potosí (CEBP) reportó la desaparición de Pedro Carrizales “El Mijis" desde el 31 de enero. Había sido visto por última vez en el Hotel de las Fuentes, ubicado en Saltillo, Coahuila.
El 9 de febrero varios medios reportaron que había sido encontrado muerto, sin embargo, la mañana del 10 de febrero su cuenta de Twitter, administrada por su familia, reportó que esto era falso. El 27 de febrero fue dado a conocer que la Fiscalía de Tamaulipas había reportado a los familiares que Pedro Carrizales falleció en un accidente automovilístico. La familia rechazó esta versión y enviaron muestras de ADN a los estados de Coahuila, Tamaulipas y Nuevo León, donde se presume pudo haber estado. El 2 de marzo, la familia del político identificó su cadáver en los Servicios Médicos Forenses de Tamaulipas.
El 3 de marzo de 2022 fue sepultado en el cementerio Arboledas del Consuelo, ubicado en el municipio de Soledad de Graciano Sánchez, en el noreste de la Zona metropolitana de San Luis Potosí.